# Matthias Behr
Matthias Behr (* 1. April 1955 in Tauberbischofsheim) ist ein deutscher Florettfechter. Er ist mehrfacher deutscher Meister, Olympiasieger und dreimaliger Weltmeister.

## Leben

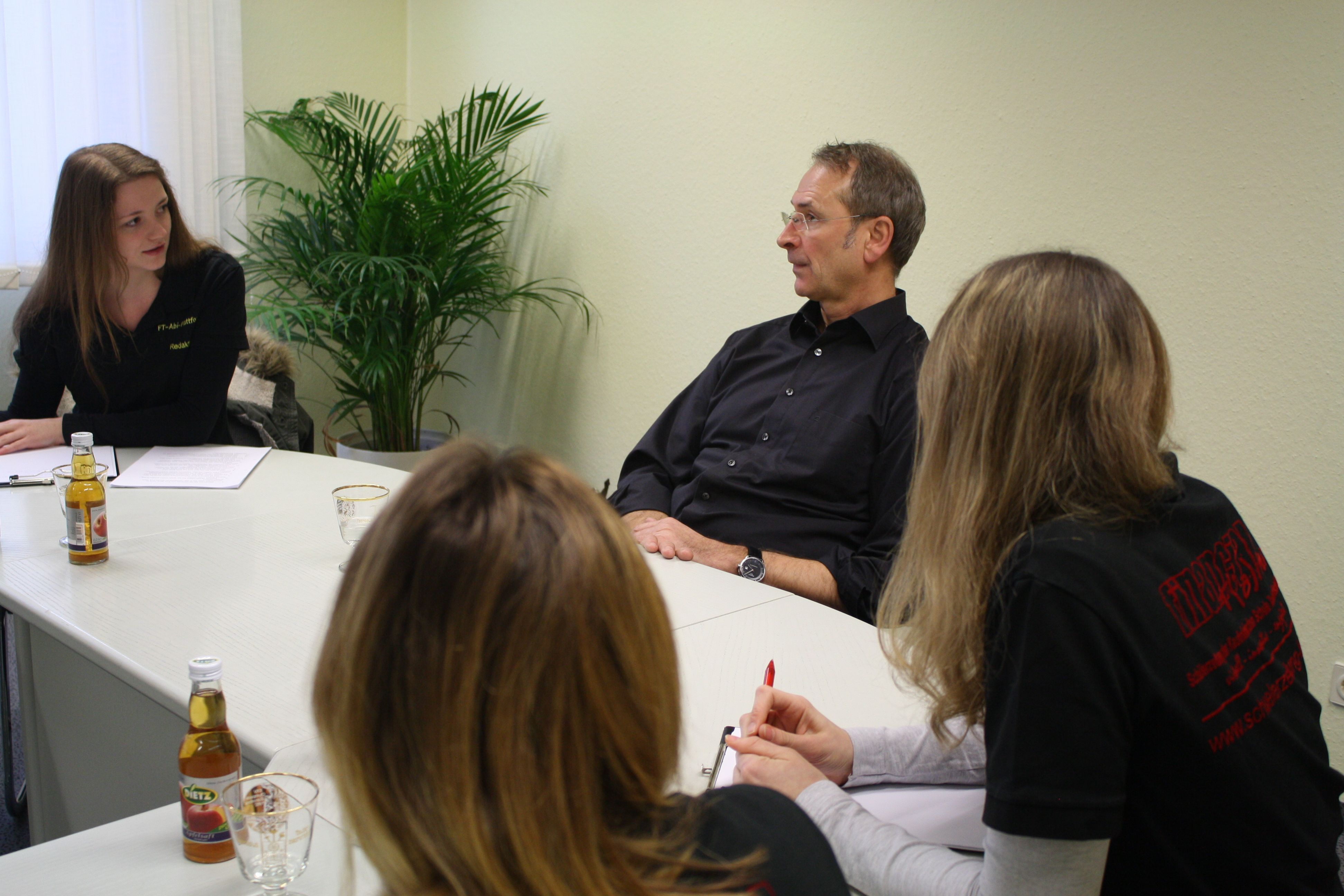
Interview der Financial T(’a)ime mit Matthias Behr (2016)

Behr startete für den Fecht-Club Tauberbischofsheim und besuchte die Kaufmännische Schule Tauberbischofsheim, an der er 1975 sein Abitur am Wirtschaftsgymnasium ablegte. Er ist in zweiter Ehe mit der ehemaligen Florettfechterin Zita Funkenhauser verheiratet und hat mit ihr zwei Kinder, Greta und Leandra Behr, die ebenfalls ficht.
Während seiner aktiven Zeit gehörte er zu einer Gruppe von Florettfechtern aus dem Tauberbischofsheimer Leistungszentrum, die ihren Sport für fast 15 Jahre national und international dominierten.
Mitten in seiner aktiven Laufbahn, am 19. Juli 1982, rückten Behr und das Fechten allgemein in das öffentliche Interesse abseits des Sports, als bei den Fechtweltmeisterschaften 1982 in Rom ein tödlicher Unfall passierte: Behrs Klinge brach und verletzte den damals erfolgreichsten Fechter und amtierenden Weltmeister Wladimir Smirnow tödlich am Kopf. Dieses Ereignis führte in den folgenden Jahren zu erhöhten Sicherheitsmaßnahmen im Fechtsport; u. a. wurden die bruchsichere Maraging-Klinge und stabilere Sicherheitswesten eingeführt.
Nach Ende seiner Laufbahn als aktiver Leistungssportler wurde Behr Leiter des Teilzeitinternates im Olympiastützpunkt Tauberbischofsheim. Er war einer der engen Vertrauten von Emil Beck und wurde für kurze Zeit sein Nachfolger als Teamchef der deutschen Fechtnationalmannschaft. Im November 2009 wurde bekannt, dass Behr an einer schweren Depression gelitten hatte.
Behr hatte über die Jahre mehrfach versucht, die Witwe Emma Smirnova zu kontaktieren, ohne eine Antwort zu erhalten. Im Jahr 2016 gelang es dem Filmemacher Michael Dittrich diesen Kontakt zu vermitteln und er drehte für den Südwestrundfunk die Dokumentation Matthias Behr – Träume und Trauma eines Florettfechters. Am 13. September 2017 zeigten sich Behr und Emma Smirnova gemeinsam in der Talkshow Markus Lanz der Öffentlichkeit und diskutierten über die tragischen Ereignisse von 1982.
Vierzig Jahre nach dem tödlichen Unfall bei den Fechtweltmeisterschaften 1982, im Zuge des Russischen Überfalls auf die Ukraine, rief Behr Emma Smirnova in der Ukraine an, und gab ihrem Schwiegersohn und ihren zwei Enkelkindern Obdach während des Krieges.

## Erfolge

### Junioren
Im Bereich der Junioren war Matthias Behr in zwei Waffengattungen erfolgreich. Er wurde Deutscher Juniorenmeister im Einzel sowohl im Herrenflorett (1972, 1973, 1974 und 1975) als auch im Herrendegen (1973).

### Einzelerfolge
- 1973 Gold Deutsche Fechtmeisterschaften
- 1984 Silber Olympische Spiele Los Angeles
- 1985 Gold Deutsche Fechtmeisterschaften
- 1987 Silber WM Lausanne

### Mannschaftserfolge
- 1973 Silber WM Göteborg
- 1976 Gold Olympische Spiele Montreal
- 1977 Gold WM Buenos Aires
- 1979 Bronze WM Melbourne
- 1981 Bronze WM Clermont-Ferrand
- 1983 Gold WM Wien
- 1984 Silber Olympische Spiele Los Angeles
- 1985 Silber WM Barcelona
- 1986 Silber WM Sofia
- 1987 Gold WM Lausanne
- 1988 Silber Olympische Spiele Seoul

## Auszeichnungen
- Träger des Silbernen Lorbeerblattes
- Angehöriger der Mannschaft des Jahres 1977

## Werke
- Matthias Behr (Autor), Sibylle Reiter (Hrsg.): Erfolge, Licht und Schatten, 164 Seiten, Druckerei Wiesendanger, Murnau 2015, ISBN 978-3-00-049243-3.